# (31820) 1999 RT186
1999 RT186 (asteroide 31820) é um asteroide troiano de Júpiter. Possui uma excentricidade de 0.07954880 e uma inclinação de 2.37469º.
Este asteroide foi descoberto no dia 9 de setembro de 1999 por LINEAR em Socorro.